# Europaparlamentets talmanskonferens

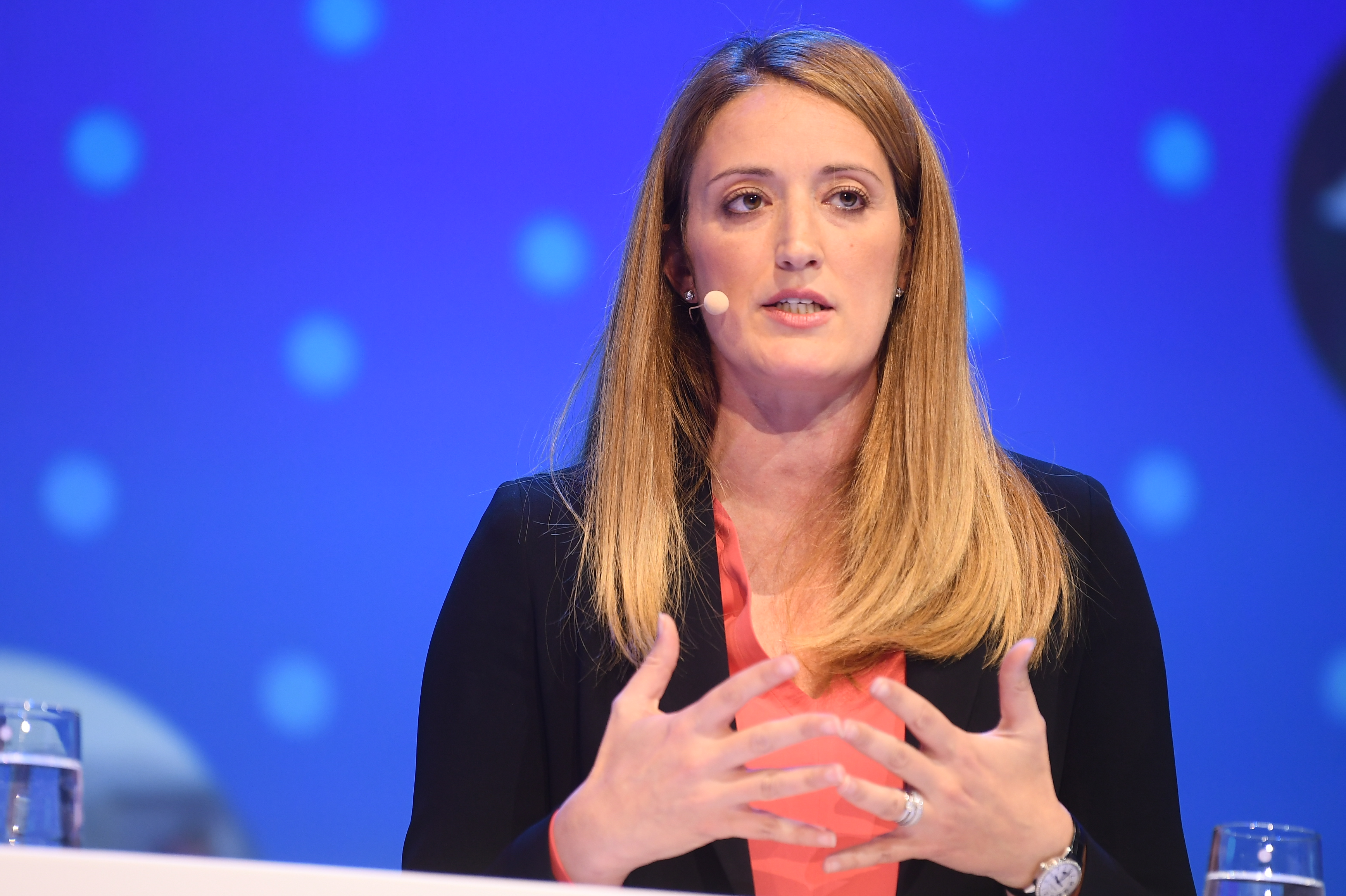
I egenskap av parlamentets talman leder Roberta Metsola (EPP) talmanskonferensen.

Europaparlamentets talmanskonferens är ett internt organ inom Europaparlamentet med huvudsakligen administrativa uppgifter. Den består av Europaparlamentets talman och gruppledarna för partigrupperna i parlamentet. Även en ledamot från de grupplösa kan bjudas in, men saknar rösträtt.
Jämte presidiet, utskottsordförandekonferensen och delegationsordförandekonferensen är talmanskonferensen ett av Europaparlamentets viktigaste interna organ. Den ansvarar bland annat för följande:
- Frågor som rör planeringen av parlamentets lagstiftningsarbete och för att fatta beslut om dess arbetsorganisation
- Frågor som rör förbindelserna med unionens övriga institutioner, medlemsstaternas nationella parlament och organisationer utanför unionen, inklusive förbindelserna med tredjeländer
- Utarbetandet av förslag till föredragningslistor inför parlamentets sammanträden
- Fastställandet av platsfördelningen i plenisalen
- Tillstånd till utskotten att utarbeta initiativbetänkanden

Normalt strävar talmanskonferensen efter att nå enighet i de frågor som behandlas, men om en omröstning är nödvändig viktas rösterna efter antalet ledamöter i respektive grupp. Om en gruppledare har förhinder, kan han eller hon företrädas av en annan ledamot från samma partigrupp. Talmanskonferensen leds av talmannen, som sedan den 18 januari 2022 är Roberta Metsola (EPP).